# Koptyjski Kościół Ortodoksyjny
Koptyjski Kościół Ortodoksyjny, Kościół koptyjski – jeden z autokefalicznych przedchalcedońskich Kościołów wschodnich związany swoją działalnością głównie z Egiptem i skupiający rdzenną ludność tego kraju – Koptów. Historycznie głównym ośrodkiem religijnym wspólnoty jest Aleksandria, gdzie znajduje się najważniejszy kościół koptyjski – katedra św. Marka. Od wielu dziesięcioleci jednak zwierzchnik Kościoła tytułujący się papieżem Aleksandrii i patriarchą Stolicy św. Marka przebywa stale w Kairze, a jego rezydencja mieści się przy katedrze św. Marka w dzielnicy Abbasja.

## Historia

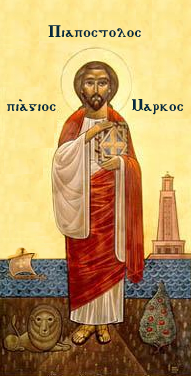
Koptyjska ikona św. Marka

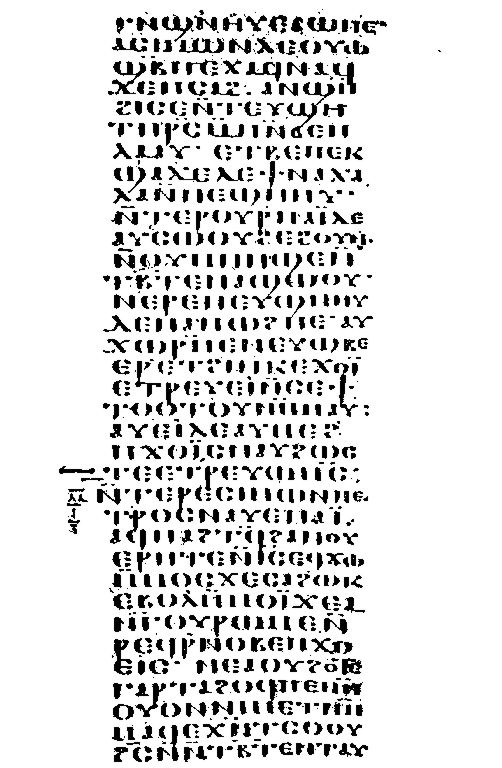
Fragment koptyjskiego tekstu Ewangelii Łukasza z VIII wieku

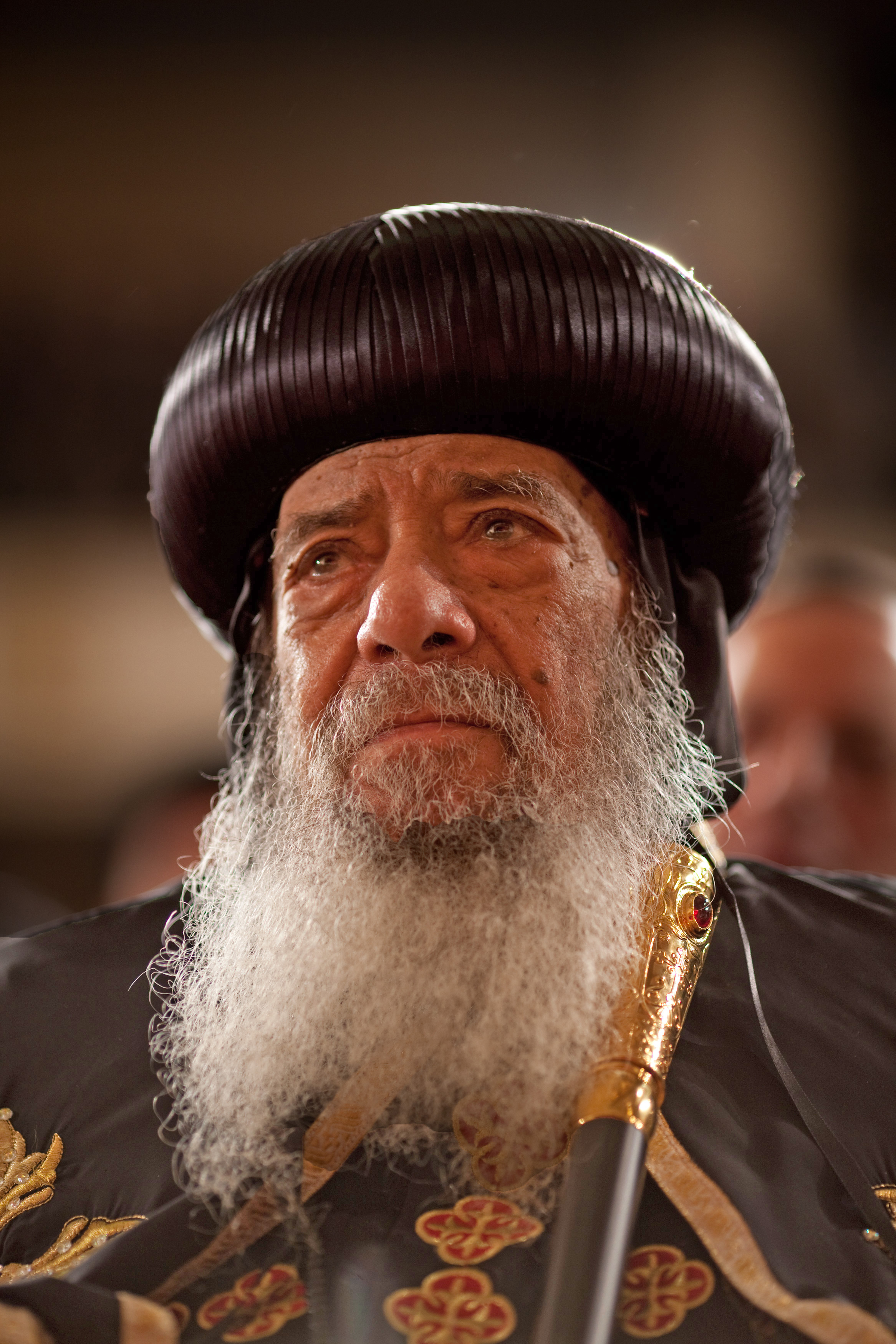
Szenuda III, w latach 1971–2012 patriarcha Koptyjskiego Kościoła Ortodoksyjnego

### Geneza
Kościół koptyjski wywodzi się z pierwotnego Kościoła egipskiego, którego założycielem według tradycji miał być św. Marek Ewangelista.
Kościół egipski odegrał czołową rolę w kształtowaniu się pierwotnej chrześcijańskiej teologii. W Egipcie działali m.in.: Atanazy Wielki, Cyryl z Aleksandrii, Orygenes. W Egipcie narodziły się chrześcijańskie: anachoretyzm, cenobityzm i monastycyzm.
Koptyjski Kościół Ortodoksyjny wyodrębnił się w V wieku z patriarchatu aleksandryjskiego na skutek sporów narodowych i chrystologicznych w Egipcie, gdy większość chrześcijan egipskich z patriarchą Aleksandrii, Dioskurem I na czele opowiedziała się przeciwko postanowieniom soboru chalcedońskiego (diofizytyzm) i zerwała jedność doktrynalną z powstałym w 451 roku Kościołem chalcedońskim.
Współcześnie uważa się, że głównymi powodami schizmy nie były kwestie doktrynalne (monofizytyzm), ale spory polityczne w Egipcie między nacjami grecką i koptyjską oraz brak zrozumienia dla spraw lokalnych ze strony dworu cesarskiego w Konstantynopolu, który nie dostrzegł w porę problemów Egipcjan.

### Bizancjum
W okresie bizantyjskim Koptyjski Kościół Ortodoksyjny uważany był za heretycki i był prześladowany przez biskupów Kościoła chalcedońskiego oraz władze Cesarstwa Bizantyńskiego.
W 553 roku cesarz Justynian Wielki na soborze konstantynopolitańskim II podjął próbę pojednania Kościołów przedchalcedońskich z melchitami, ale zgromadzenie to nie wywiązało się z nałożonych na nie zadań i zaprzepaściło możliwość zakończenia rozłamu w Egipcie. Spowodowało to dalszą niechęć wspólnoty do Kościoła katolickiego, izolację Kościoła koptyjskiego i stworzenie z niego w praktyce Kościoła narodowego.
Rozwijając się głównie na obszarze Górnego Egiptu Koptyjski Kościół Ortodoksyjny miał dobre relacje z chrześcijanami zamieszkującymi Nubię i Abisynię. Skutkiem tego istniejące tam Kościoły lokalne w krótkim czasie przyjęły jego naukę i podporządkowały się jurysdykcji koptyjskiego patriarchy aleksandryjskiego.

### Kalifat
W 641 roku Egipt został podbity przez Arabów i włączony w skład kalifatu. Pod rządami kalifów prawowiernych i Umajjadów Kościół koptyjski utracił wielu wiernych, którzy przeszli na islam, cieszył się jednak tolerancją ze strony władz. Pomimo nałożenia na Koptów wysokiego podatku religijnego – dżizji, ich Kościół prosperował dość dobrze. Nastawienie muzułmanów do Koptyjskiego Kościoła Ortodoksyjnego zmieniło się w X wieku wraz ze wstąpieniem na tron przedstawicieli dynastii Fatymidów. Zaczęto dyskryminować Koptów ograniczając ich prawa cywilne, zmuszając do noszenia strojów odróżniających ich od muzułmanów, stwarzając przeszkody prawne do publicznego kultu. Najtrudniejszy okres Kościół koptyjski przeżył w okresie rządów kalifa Al-Hakima.
W XIII wieku koptyjski patriarcha Cyryl III podjął się próby dialogu ze Stolicą Apostolską i wejścia w unię z Kościołem rzymskokatolickim. Rozmowy nie przyniosły jednak żadnych rezultatów. Sprawa pojednania z Kościołem katolickim powróciła na soborze florenckim w 1439 roku. Z inicjatywą wystąpił wówczas papież Eugeniusz IV. Do Egiptu wysłana została delegacja biskupa Rzymu, wynikiem jej działań był soborowy dekret z 4 lutego 1442 roku. W praktyce nie nabrał on jednak nigdy mocy prawnej i unia nie została zrealizowana.
W XV wieku pod wpływem rozprzestrzeniającego się islamu Kościół koptyjski utracił większość swoich wiernych w Nubii. Chrześcijaństwo przedchalcedońskie przetrwało jedynie w Abisynii, gdzie miejscowi biskupi uznawali nadal zwierzchność papieża Aleksandrii.

### Imperium Osmańskie
Od 1517 roku Kościół koptyjski istniał w ramach chrześcijańskich wspólnot religijnych Imperium Osmańskiego. Jego sytuacja niewiele zmieniła się od X wieku. W XVI wieku z inicjatywy Kościoła rzymskokatolickiego, doszło do ponownej próby unii kościelnej katolicko-koptyjskiej. Skończyła się ona jednak i tym razem niepowodzeniem.
W 1739 roku część wiernych Koptyjskiego Kościoła Ortodoksyjnego, pod przywództwem biskupa Jerozolimy, Atanazego zawarła unię z Kościołem łacińskim. Powstała wspólnota unicka stała się zalążkiem utworzonego w 1895 roku Kościoła katolickiego obrządku koptyjskiego.

### XIX wiek
W czasach rządów Muhammada Alego Kościół koptyjski zaczął cieszyć się większą tolerancją religijną. Nastąpił wzrost liczby członków wspólnoty, zaczęły powstawać nowe diecezje i klasztory.
Penetracja Egiptu przez mocarstwa europejskie oraz emigracja Egipcjan w XIX wieku przyczyniły się do przenikania do Kościoła koptyjskiego nauki protestanckiej. Pod wpływem misjonarzy amerykańskich w 1854 roku doszło do niewielkiej schizmy w łonie Koptyjskiego Kościoła Ortodoksyjnego, w wyniku której część Koptów założyła Koptyjski Kościół Ewangelicki.
W 1855 roku został zniesiony podatek religijny, a Koptowie przestali być traktowani jak oddzielny, niemuzułmański stan społeczny. Nastąpiło też zrównanie praw chrześcijan z wyznawcami islamu.

### XX wiek
W XX wieku Kościół koptyjski włączył się aktywnie w działalność ekumeniczną. Jest członkiem założycielem Światowej Rady Kościołów. Wieloletni patriarcha Kościoła, Szenuda III odegrał ważną rolę w zbliżeniu Kościoła koptyjskiego z Kościołami katolickimi, prawosławnymi oraz protestanckimi. Był także uważany za jednego z najbardziej wpływowych przywódców religijnych na świecie.
W 1959 roku Koptyjski Kościół Ortodoksyjny przeszedł znaczne zmiany w swojej wielowiekowej strukturze organizacyjnej. W tym roku koptyjski patriarcha Aleksandrii zrezygnował ze zwierzchnictwa nad Etiopczykami i zgodził się nadać autokefalię Kościołowi etiopskiemu. Zachował jednak status primus inter pares wobec hierarchów etiopskich, który wykorzystał w 1993 roku nadając autokefalię Kościołowi erytrejskiemu.
Od lat 70. XX wieku w Republice Egiptu Koptyjski Kościół Ortodoksyjny podobnie jak inne wyznania nieislamskie jest dyskryminowany. Wpływ ma na to wiele czynników: ekonomicznych, społecznych i politycznych. W związku z prześladowaniami liczebność wyznawców Kościoła koptyjskiego w jego kolebce w ostatnich latach znacznie spadła.
Od 4 listopada 2012 patriarchą Kościoła jest Tawadros II.

## Charakterystyka

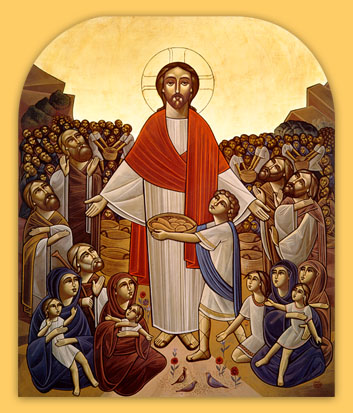
Koptyjska ikona Jezusa Chrystusa

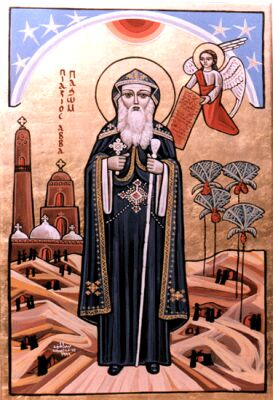
Koptyjska ikona św. Pachomiusza, twórcy cenobityzmu

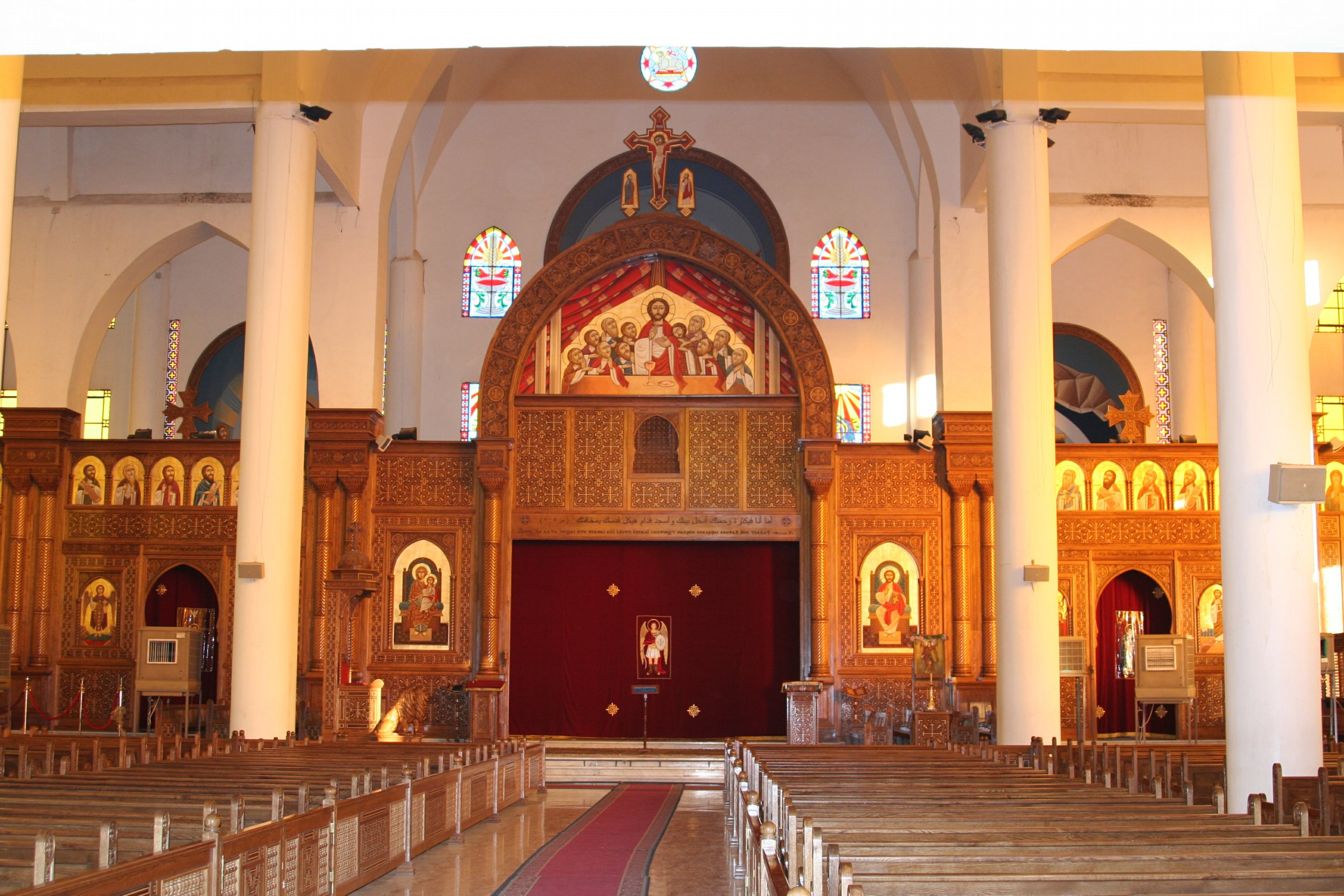
Wnętrze katedry koptyjskiej w Asuanie

### Chrystologia
Od V wieku wierni Koptyjskiego Kościoła Ortodoksyjnego uważani byli powszechnie za wyznawców monofizytyzmu. Współcześnie trudno jest powiedzieć czy była to prawda. Sam Kościół twierdzi, że nigdy nie popierał doktryny Eutychesa i że podejrzenia o herezję wynikały z niezrozumienia Kościoła koptyjskiego oraz ignorowania go przez resztę chrześcijaństwa.
Obecnie Koptyjski Kościół Ortodoksyjny naucza, że Jezus Chrystus posiada zarówno pełnię boskości, jak i pełnię człowieczeństwa. Wierzy również w dwie natury w Chrystusie – ludzką i boską, które są zjednoczone w jednym bez zmieszania się, bez pomieszania i bez zmiany.

### Duchowieństwo
Na czele duchowieństwa Koptyjskiego Kościoła Ortodoksyjnego stoi patriarcha Aleksandrii, zwany papieżem aleksandryjskim, z którym biskupi koptyjscy zachowują łączność i wspólnie czuwają nad czystością wiary oraz udzielaniem święceń kapłańskich w poszczególnych diecezjach. Wszyscy biskupi koptyjscy są członkami Świętego Synodu.
Biskupi koptyjscy wybierani są spośród mnichów i zobowiązani są do celibatu. Bezżeństwo nie obowiązuje diakonów i prezbiterów.

### Liturgia
Kościół koptyjski należy do aleksandryjskiej tradycji liturgicznej. Sprawuje się w nim trzy rodzaje obrządków: Liturgię św. Bazylego z Cezarei, Liturgię św. Grzegorza z Nazjanzu i Liturgię św. Cyryla z Aleksandrii. Najczęściej liturgia odprawiana jest według Liturgii św. Bazylego.
W Egipcie zwyczajem jest celebrowanie świętej liturgii dwa razy w tygodniu, w niedzielę i w piątek. Zawsze poprzedza ją jutrznia. Liturgia odprawiana jest za ikonostasem przez kapłana w zwykłych szatach mniszych, złożonych z sutanny i nakrycia głowy w formie wyszywanego kaptura. Szatą liturgiczną księdza jest wyłącznie biały haftowany sticharion z motywami krzyża.
Podczas nabożeństwa uczestniczący w nim wierni zdejmują obuwie. Kobiety podczas Liturgii zakładają na głowę białe chusty. Charakterystyczne dla Kościoła koptyjskiego jest, że na zakończenie liturgii kapłan po udzieleniu błogosławieństwa kropi zebranych święconą wodą.
Koptyjski Kościół Ortodoksyjny posiada własny kalendarz liturgiczny podzielony na 13 miesięcy, którego datowanie rozpoczyna się od 284 roku. Językiem liturgicznym jest język koptyjski. W nabożeństwach używane są czasami słowa z języka greckiego. Czytania i kazania wygłaszane są w języku arabskim.

### Obrzędowość
Na skutek wielowiekowej izolacji od reszty chrześcijaństwa Kościół koptyjski wykazuje wiele odrębności religijnych, zarówno wobec Kościołów prawosławnych, jak i Kościołów katolickich. Praktykuje niektóre obrzędy żydowskie, takie jak obrzezanie chłopców i święcenie szabatu. Zachował niektóre biblijne reguły dotyczące produktów spożywczych (koszerność). Posiada także własne zwyczaje, takie jak np. rytualne obmycie dziecka 17 dni po narodzinach czy tatuowanie nowo ochrzczonego na skórze znakiem krzyża.
Koptyjski Kościół Ortodoksyjny ma szczególne praktyki postne. 210 dni w kalendarzu liturgicznym to dni wstrzemięźliwości, kiedy to nie wolno spożywać żadnych produktów zwierzęcych. Ponadto żaden pokarm albo napój nie może być spożywany między świtem i zachodem słońca. Powoduje to, że liturgia w Kościele koptyjskim w czasie postów jest sprawowana nad ranem lub późnym popołudniem. Koptowie wyjątkowo skrupulatnie przestrzegają wielkiego postu. Trwa on 40 dni, a kończy się Wielkim Tygodniem, którego kulminację stanowi Wielki Piątek.
Kościół koptyjski celebruje siedem świąt większych i siedem mniejszych. Większe to: Zwiastowanie Najświętszej Maryi Panny, Boże Narodzenie, Objawienie Pańskie, Niedziela Palmowa, Wielkanoc, Wniebowstąpienie Pańskie, i Zesłanie Ducha Świętego. Boże Narodzenie jest obchodzone 7 stycznia.
Najważniejszym świętem jest Wielkanoc, która przypada na drugą niedzielę po pierwszej wiosennej pełni księżyca. Mniejsze święta w Koptyjskim Kościele Ortodoksyjnym poświęcone są zazwyczaj upamiętnieniu popularnych świętych znanych z koptyjskiej historii kościelnej.

### Sakramenty
Kościół koptyjski praktykuje siedem sakramentów: chrzest, bierzmowanie, eucharystię, pokutę, kapłaństwo, małżeństwo i namaszczenie chorych. Wszystkie sakramenty, z wyjątkiem małżeństwa, można przyjmować w każdym okresie roku liturgicznego.
Chrzest udzielany jest przez trzykrotne zanurzenie w poświęconej wodzie. W Kościele koptyjskim, dziecko płci męskiej może zostać ochrzczone po upływie przynajmniej 40 dni od chwili narodzin. Dziewczynka natomiast musi odczekać minimum 80 dni. Ceremonia chrztu u Koptów połączona jest z bierzmowaniem.
Spowiedź ma charakter indywidualny i odbywa się przed duchownym. Wyznanie grzechów wobec kapłana jest warunkiem przyjęcia sakramentu Eucharystii.
Komunia udzielana jest wiernym pod dwiema postaciami. Do Eucharystii wierni podchodzą dwukrotnie. Najpierw ksiądz udziela jej w postaci chleba trzymanego w dłoni. Dopiero później bierze kielich i każdemu wiernemu trzy razy podaje z niego komunię pod postacią wina za pomocą łyżeczki. Wszyscy podchodzący do komunii mają na dłoni małą białą chusteczkę. Chleb do Eucharystii jest pszenny wypiekany z dodatkiem drożdży i pieczętowany podobnie jak prawosławna prosfora.
Prawo kanoniczne Kościoła koptyjskiego zabrania zawierania małżeństw w okresach postów. Zabronione są bigamia i poligamia. Nie jest dopuszczalny także rozwód, z jednym wyjątkiem – cudzołóstwa. Unieważnienie małżeństwa w Kościele koptyjskim może być dokonane wyłącznie przez specjalną radę biskupów.

## Organizacja Kościoła

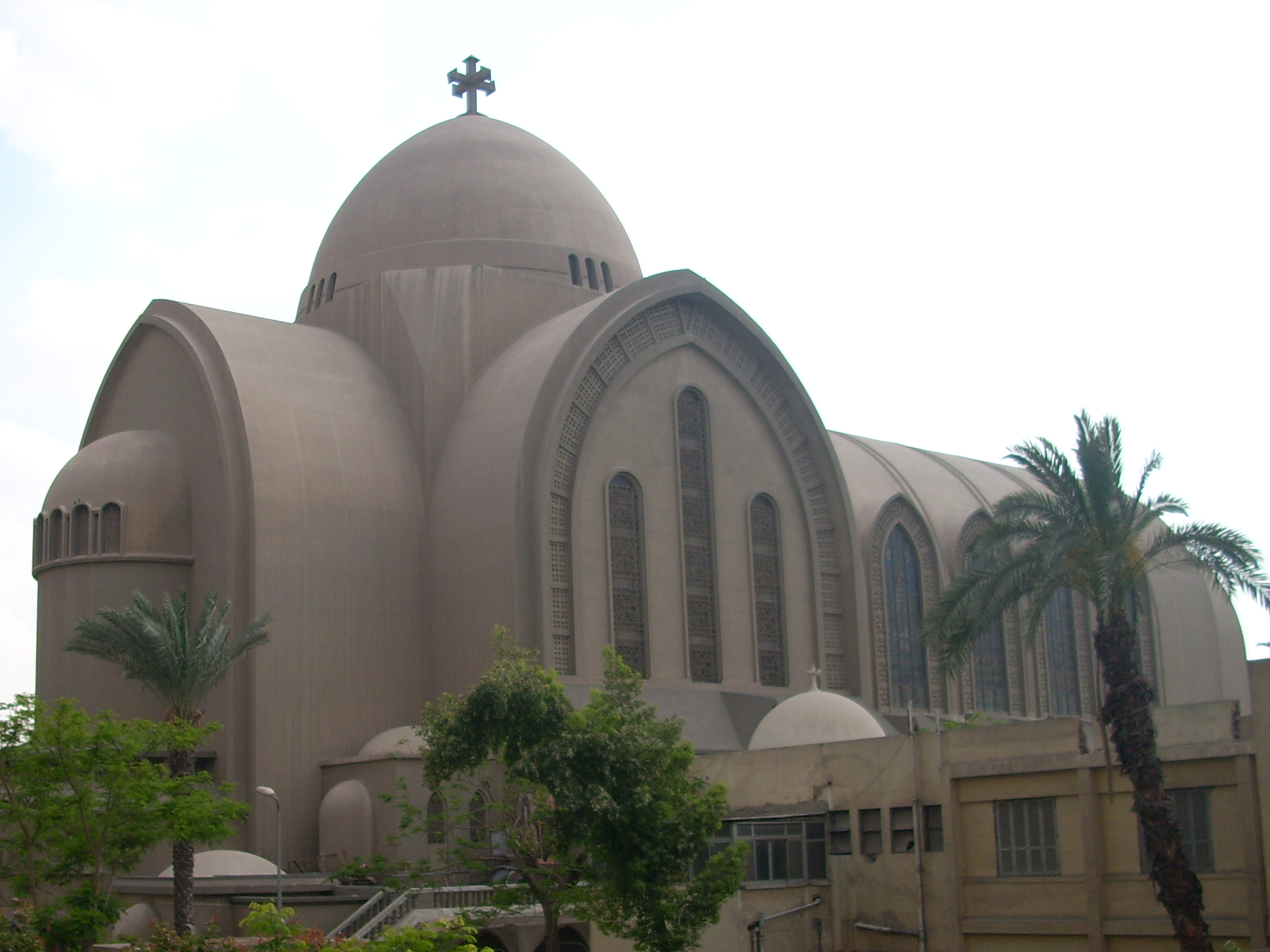
Katedra koptyjska w kairskiej Abbasji

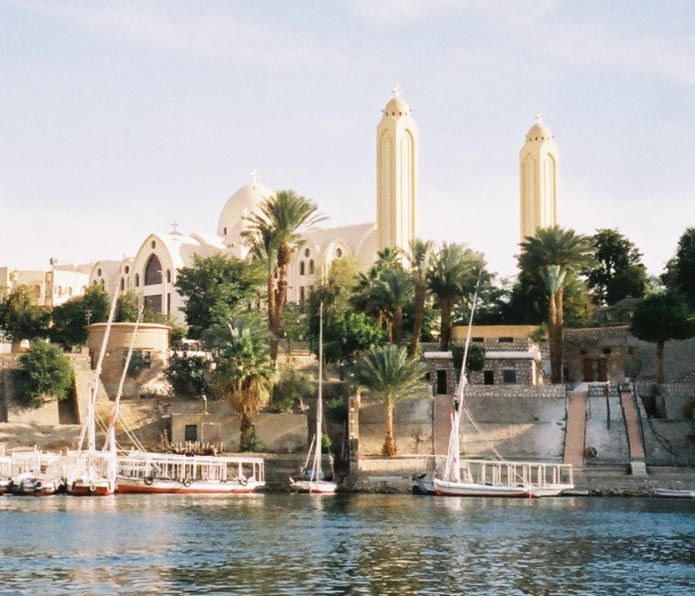
Katedra koptyjska w Asuanie

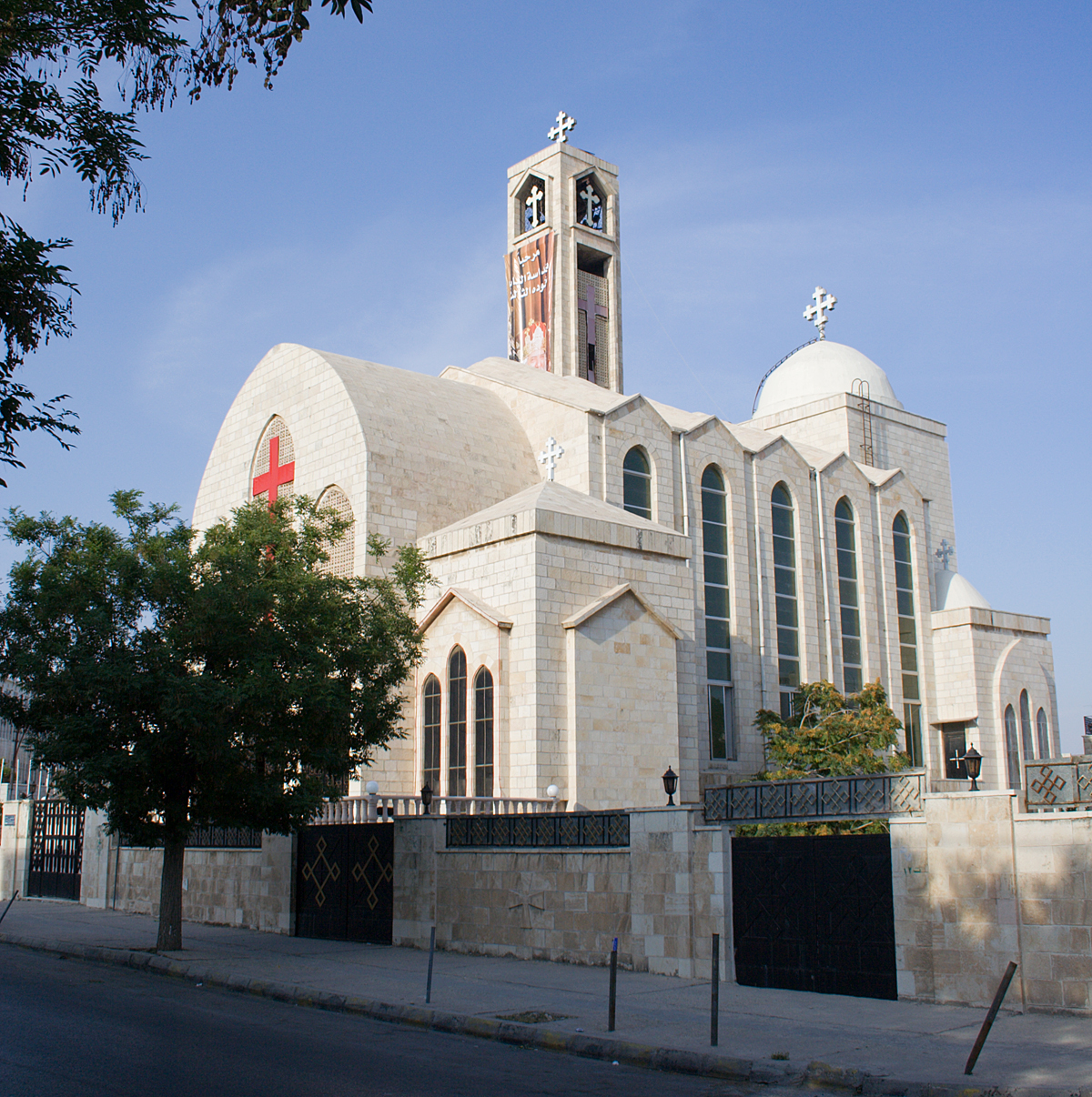
Kościół koptyjski w Ammanie

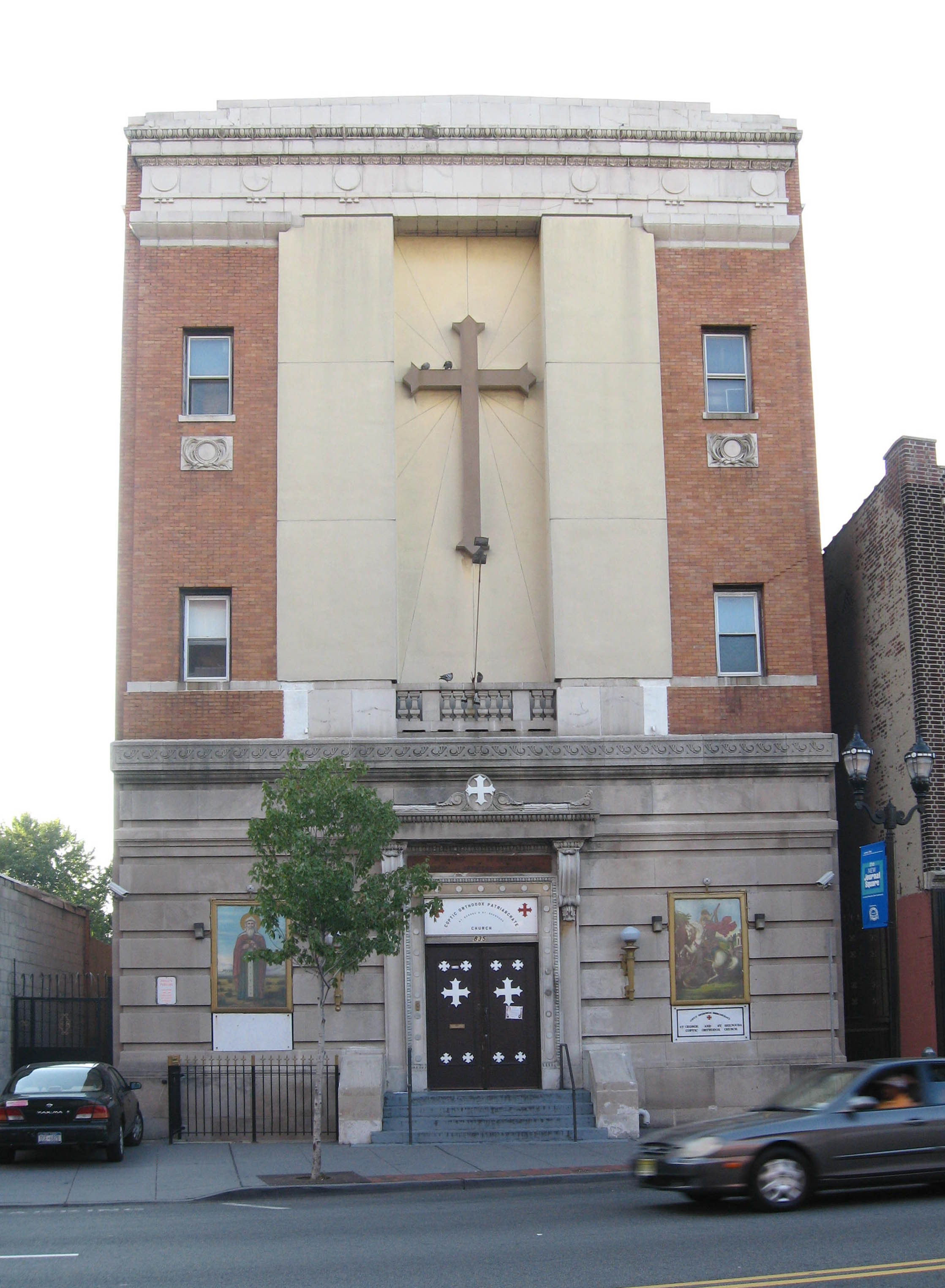
Kościół koptyjski w Jersey City

Kościół koptyjski od XX wieku obecny jest na całym świecie. Stanowi jeden patriarchat podzielony na: metropolie, archidiecezje i diecezje, którymi rządzi ponad sześćdziesięciu biskupów. Ponadto istnieje ponad 30 klasztorów koptyjskich, z których większość znajduje się w Egipcie. Bezpośrednią działalnością duszpasterską w obrębie parafii koptyjskich zajmują się księża (abuna), którzy zanim zostaną wyświęceni, najpierw muszą ukończyć seminarium duchowne i ożenić się.
W Koptyjskim Kościele Ortodoksyjnym istnieją dwie specjalne instytucje administracyjne. Jedna złożona ze świeckich, która ma za zadanie utrzymywanie łączności między Kościołem a rządem oraz druga, która nadzoruje zgodność prawa kanonicznego Kościoła koptyjskiego z prawami państwowymi.

### Podział administracyjny Kościoła

#### Afryka
- Archidiecezja Aleksandrii
  - Diecezja Al-Muntaza
  - Diecezja Zachodniej Aleksandrii
- Archidiecezja Kairu, w skład której wchodzą:
  - Diecezja Wschodniego Kairu
  - Diecezja Dar as-Salam
  - Diecezja Centralnego Kairu i Heliopolis
  - Diecezja Izbat an-Nachl
  - Diecezja Starego Kairu
  - Diecezja Al-Mukattam
  - Diecezja Szubry
  - Diecezja Hudajk al-Kubba
  - Diecezja Al-Hadżana
  - Diecezja Ajn Szams
- Metropolia Damanhuru
- Metropolia Asuanu
- Metropolia Al-Baljana
- Metropolia Samalut
- Metropolia Al-Minufijja
- Metropolia Port Said
- Metropolia Tanta
- Metropolia Szubra al-Chajma
- Metropolia Achmim
- Metropolia Tahta
- Metropolia Abu Tidż
- Metropolia Fajum
- Diecezja Luksor
- Diecezja Nadż Hammadi
- Diecezja Mallawi
- Diecezja Abnub
- Diecezja Sauhadż
- Diecezja Dajrut
- Diecezja Heluan
- Diecezja Dajr Mawwas
- Diecezja Al-Kusijja
- Diecezja Al-Mahalla al-Kubra
- Diecezja Kina
- Diecezja Nakada
- Diecezja Dendera
- Diecezja Al-Ma’adi
- Diecezja Banha
- Diecezja Asjut
- Diecezja Bani Suwajf
- Diecezja Mataj
- Diecezja Biba
- Diecezja Az-Zakazik
- Diecezja Ismailia
- Diecezja At-Tur i Południowego Synaju
- Diecezja Bani Mazar
- Diecezja Maghagha
- Diecezja Al-Arisz i Północnego Synaju
- Diecezja Al-Mansura
- Diecezja Dżirdża
- Diecezja Szibin al-Kanatir
- Diecezja Giza
- Diecezja Mit Ghamr
- Diecezja Asz-Szarkijja
- Diecezja Tamuh
- Diecezja Madinat as-Sadis min Uktubar
- Diecezja Imbaba
- Diecezja Atfih
- Diecezja Suez
- Diecezja Tima
- Diecezja Damietta
- Diecezja Nowa Dolina
- Diecezja Manfalut
- Diecezja Al-Minja
- Diecezja Hurghada
- Diecezja Isna
- Diecezja Atbara
- Diecezja Chartum
- Egzarchat w Johannesburgu
- Egzarchat w Nairobi

#### Ameryka Południowa
- Diecezja São Paulo
- Diecezja Santa Cruz

#### Ameryka Północna
- Archidiecezja Ameryki Północnej
  - Diecezja Wirginia
  - Diecezja Wschodniej Kanady
  - Egzarchat New Jersey
- Diecezja Południowa w Stanach Zjednoczonych Ameryki
- Diecezja Los Angeles
- Diecezja Nowy Jork
- Diecezja Mississauga
- Diecezja Pensylwania
- Diecezja Karolina i Kentucky
- Diecezja Ohio, Michigan i Indiana
- Egzarchat personalny dla diaspory erytrejskiej w Ameryce

#### Australia
- Diecezja Sydney
- Diecezja Melbourne

#### Azja
- Archidiecezja Jerozolimy

#### Europa
- Metropolia Tulon
- Diecezja Londyn
- Diecezja Irlandii
- Diecezja Birmingham
- Diecezja Turyn
- Diecezja Mediolan
- Diecezja Paryż
- Diecezja Amsterdam
- Diecezja Sztokholm
- Diecezja Ateny
- Diecezja Genewa
- Diecezja Hoexter-Brenkenhausen
- Diecezja Wiedeń
- Diecezja Europy Środkowej
- Egzarchat personalny dla diaspory erytrejskiej w Wielkiej Brytanii

## Kościół koptyjski w Polsce

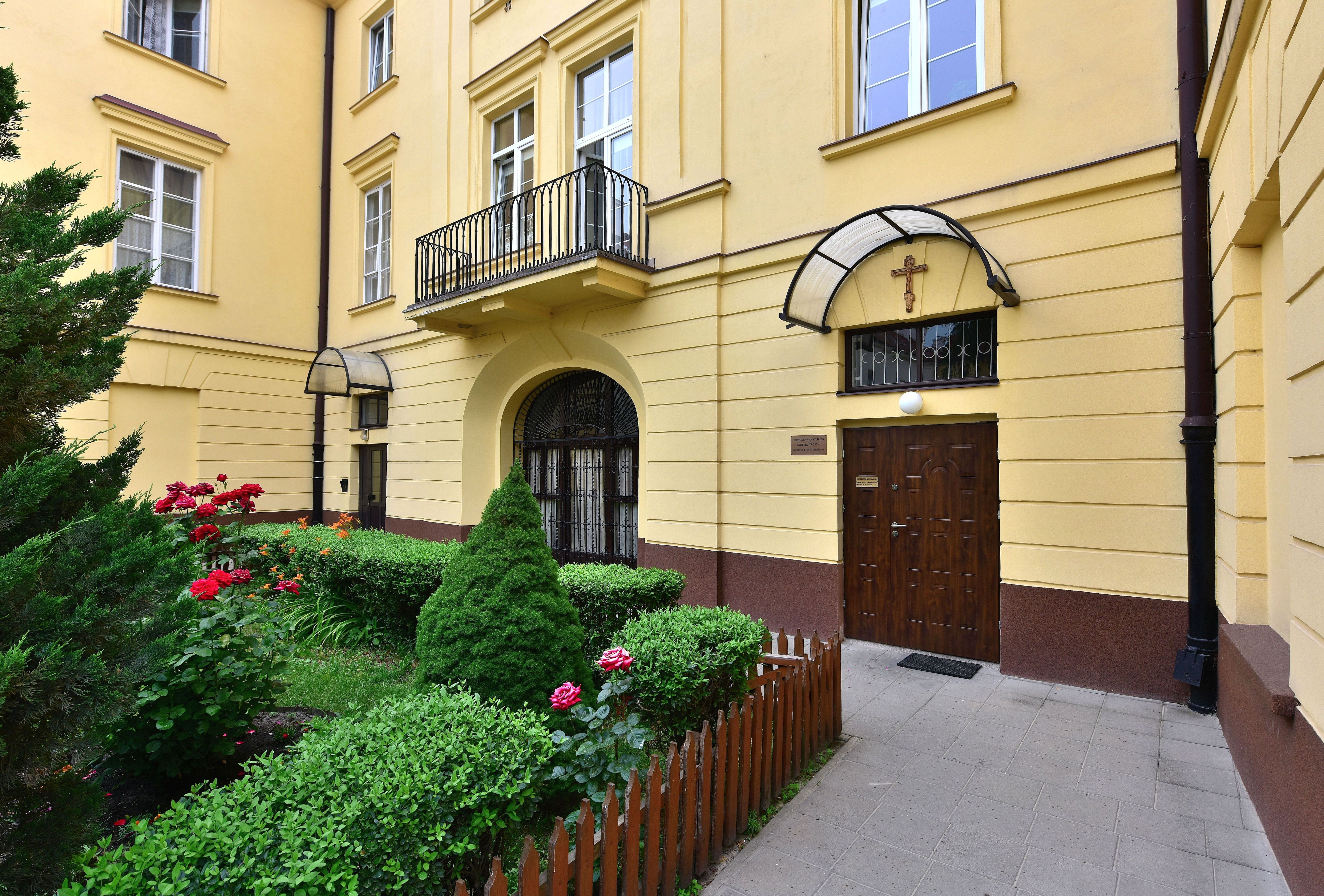
Cerkiew Świętej Trójcy w Warszawie

W Polsce żyje niewielka społeczność wiernych Kościoła koptyjskiego. Przeważają w niej mężczyźni, Egipcjanie osiadli w Polsce z powodów rodzinnych.
Korzystają oni z posługi duszpasterskiej księży koptyjskich z Niemiec. Polscy Koptowie spotykają się na liturgię w każdą niedzielę i święta Koptyjskie (według kalendarza koptyjskiego) w Otrębusach, ul. Warszawska 29A.